# جانر
جَانْرْ أو چَانْرْ (بالإنجليزية: Gunner)‏ ويُترجم اسمه حرفيًا إلى الكَلْبِ المِدْفَعِيّ (آب/أغسطس 1941 – ؟) هو كلبٌ اشتهرَ بفضلِ قدرتهِ السمعيّة الممتازة حيثُ كان يُنبّه بدقةٍ كبيرةٍ قوات الحلفاء إلى أنَّ الطائرات العسكرية اليابانية كانت تقتربُ من داروين عاصمةُ الإقليم الشمالي في أستراليا خلال الحرب العالمية الثانية.

## السيرة الذاتيّة
لا يُعرف الكثير عن أصول الكلب المدفعيّ الذي كان لونه خليطٌ من اللونين الأبيض والأسود؛ والأرجحُ أنه كان كلبًا ضالًا عندما عُثر عليه في 19 شباط/فبراير 1942 – كان عمره آنذاك 6 أشهر – تحت أنقاض كوخٍ في مدينةِ داروين بعد أول غارة جوية يابانية على المنطقة. كان الشخصُ الذي عثر على الكلبِ الضال عضوًا في القوات الجوية الملكية الأسترالية وقد سمحَ الكلب ينوح نتيجة كسرٍ في ساقه الأمامية. نُقل الكلب إلى مستشفى ميداني لكنّ طبيبًا هناك رفض علاج الكلبِ دون معرفة اسمه ورقمه، قبل أن يُخبر – أي الطبيب – أنَّ اسم المريض هو جانر (بالإنجليزية: Gunner)‏ ورقمه 0000 فقامَ الطبيب في وقتٍ لاحقٍ بتثبيت ساق الكلب المتضرّرة. في تلك المرحلة؛ دخل جَانْرْ – أو الكلبُ المدفعيّ رسميًا في سِجّلات سلاج الجو الملكيّ الأسترالي.
تولّى الرائد بيرسي ويستكوت – وهوَ أحدُ أولئك الذين وجدوا غانر – رعاية الكلبِ وأصبحَ في وقتٍ ما مالكه حيثُ عمل على إطعامه وتدريبه والعناية به. لم يستجب الكلبُ في البداية للتداريب التي كان يتلقاها من بيرسي لكنّه بدأ مع مرورِ الوقت في الانصياع له ولآخرين كانوا يعتنون بهِ في السرب الثاني من سلاح الجو الأسترالي.
بعد حوالي أسبوعٍ واحدٍ فقط من علاجه؛ أظهر جانر لأول مرة مهاراته السمعيّة القويّة فبينما كان أفرادٌ من سلاح الجو الملكي الأسترالي يُمارسون روتينهم اليومي في المطار؛ اضطرب جانر وبدأ بشكلٍ مفاجئٍ وعلى غير عادته في الأنين والقفز. بعد ذلك بوقتٍ قصيرٍ سمع الطيَّارُون صوت محركات طائرات تقتربُ منهم وبعد بضع دقائق ظهر سربٌ من الطائرات اليابانيّة التي بدأت في تمشيط مدينة داروين تمهيدًا لإمطارها بالقنابلِ والصواريخ.
بعد ذلك بيومين بدأَ جَانْرْ مرة أخرى في النشيج والقفز ثم ما لبث أن وقعَ هجوم جوي آخر على المدينة. تكرّرت اضطرابات جانر على مدى الأسابيع؛ وكانت تلي اضطراباته قصفًا جويًا على المنطقة التي يتواجدُ فيها أو على المناطق المجاورةِ لها إلى أن أدركَ طيارٌ في سلاح الجوّ الأسترالي قُدرة جانر أو الكلب المدفعي في الاستماعِ لهدير محرّكات الطائرات اليابانية حتى 20 دقيقة قبل وصولهم للمنطقة الي ينوون قصفها بل وقبل أن يتم اكتشافُ تلك الطائرات من قِبل أنظمة الرادار المتاحة في ذلك الوقت. المُلاحَظ في الأمر أن جانر لم يكن يتصرّفُ بنفسِ الطريقة عندما يسمعُ هدير محركات طائرات الحلفاء وهي تقتربُ من مدينة داروين حيثُ كان بإمكانهِ التمييزُ بين أصوات المحركات التي تستخدمها طائرات الحلفاء وتلكَ المستخدمة من طرفِ الطائرات اليابانية. أصبحَ جانر في فترةٍ وجيزةٍ موثوقًا به إلى حد أنَّ قائد الجناح تيش ماكفارلان (بالإنجليزية: Tich McFarlane)‏ أعطى الموافقة لويسكوت – مالِك الكلب – لإطلاق صفارات الإنذار كلما بدأَ جانر في النباح. في وقتٍ لاحقٍ؛ وبعدما أصبحت عددٌ من الكلاب الضالة مصدر إزعاجٍ بسبب تجولها في القاعدة أمر القائدُ ماكفرلين بإطلاقِ النار على كلّ الكلاب باستثناء الكلب المدفعي.
أصبحَ الكلب المدفعي جزءًا من سلاح الجو لدرجة أنه كان ينامُ تحت السرير الطبقي لمالكه ويسكوت كما كان يستحمُّ معَ باقي أفراد سلاح الجو فضلًا عن مرافقتهِ لهم أثناء التداريب. نُقل ويسكوت إلى ملبورن 18 شهرًا وبقي جانر في داروين تحتَ رعاية جزارة في سلاح الجو الملكي الأسترالي لكنّ مصيره ظلّ مجهولًا.